# Schneider Bräu
La Schneider Bräu est une brasserie à Weißenburg in Bayern. Outre la brasserie et le bistrot, il y a un musée de la brasserie.

## Histoire
L'auberge Kanne remonte à la brasserie Zum Goldenen Schwan, fondée en 1772 sur la propriété au Bachgasse 13 en tant que restaurant avec droit de brassage. La brasserie est construite en 1820. En 1889, Andreas Schneider acquiert la Goldenen Schwan et transfère les droits de brassage à la propriété voisine, l'actuelle Kanne, qui lui appartient.
Avec l’introduction de la bière brune, chaque brasserie a besoin d’une cave à bière pour stocker la bière. La brasserie Schneider utilise initialement la cave creusée par l'ancien propriétaire Michael Geißelbrecht en 1842, non loin de l'actuel Sigwartkeller. En 1894, Andreas Schneider rachète la cave de la brasserie Zum goldenen Ochsen, qui fonctionne jusqu'en 2000 comme le restaurant Schneiderskeller et qui abrite aujourd'hui un restaurateur.
En 1897, la brasserie brûle et est reconstruite. Elle rouvre avec le bistrot en 1898. Outre Brauerei Sigwart, la brasserie Schneider approvisionne chaque année en bière le kermesse de Weißenburg jusqu'en 2018. Depuis la fermeture de la brasserie Sigwart et son rachat par la Privatbrauerei Hofmühl, Schneiderbräu est l'unique brasseur de bière de la kermesse.
Au printemps 2015, la brasserie annonce qu'elle est en dépôt de bilan. Depuis, la bière de la brasserie Strauß de Wettelsheim est servie simplement au restaurant. Cependant, la production de Kirchweihbier se poursuit. En 2018, le propriétaire annonce qu'il reprendra la production régulière de bière à plus petite échelle. Depuis la réouverture du bistot "Zur Kanne", les Schneider Märzen et Schneider Helles sont à nouveau servies.